# Filskov
Filskov är en ort i Sydjylland som ligger i Billunds kommun. Byn vann 2003 pris som bästa landsby.

## Etymologi
Byns namn är en sammansättning av fil och skov ("skog"). Namnet antyder att bosättningen är från Valdemarstiden. Suffixet skov tros ha en samband med en ekskog som sträckte sig till den nuvarande Filskov. Prefixet fil kan vara en sammandragning av fælles ("gemensam"): Fællesskov. Andra tolkningar som harmonierar väl med ekskog, är att Filskov betyder Fjælskov eller Fælgskov, en skog där man kunde få trä till fjæle (långa brädor) eller fälgar.

## Kända personer från Filskov
Den största kändisen från byn är den danske uppfinnaren och entreprenören Ole Kirk Christiansen som uppfann Lego.